# Grene Å
Grene Å är ett vattendrag på Jylland i Danmark. Det ligger i Region Syddanmark, i den centrala delen av landet. Ån mynnar ut i Grindsted Å.